# Theridion impegrum
Theridion impegrum là một loài nhện trong họ Theridiidae.
Loài này thuộc chi Theridion. Theridion impegrum được Eugen von Keyserling miêu tả năm 1886.